# Glyphoglossus brooksii
Glyphoglossus brooksii é uma espécie de anfíbio da família Microhylidae.
Pode ser encontrada nos seguintes países: Indonésia e Malásia.
Os seus habitats naturais são: florestas subtropicais ou tropicais húmidas de baixa altitude, pântanos subtropicais ou tropicais e marismas intermitentes de água doce.
Está ameaçada por perda de habitat.